# Maniac (miniserie televisiva)
Maniac è una miniserie televisiva statunitense del 2018, creata e diretta da Cary Fukunaga e scritta da Fukunaga insieme a Patrick Somerville.
La miniserie è il rifacimento statunitense dell'omonima serie televisiva norvegese del 2014 Maniac.

## Trama
Annie Landsberg e Owen Milgrim sono due estranei che si incontrano casualmente per prendere parte ad un progetto di sperimentazione tenuto da una fantomatica casa farmaceutica nota come Neberdine Pharmaceutical Biotech, sotto la supervisione di due dottori, James Mantleray e Azumi Fujita. Entrambi, con patologie psichiatriche e storie problematiche alle spalle, prenderanno parte all'esperimento psico-farmaceutico, con risultati inaspettati.

## Puntate
| nº | Titolo originale         | Titolo italiano                 | Pubblicazione     |
| -- | ------------------------ | ------------------------------- | ----------------- |
| 1  | The Chosen One!          | Il prescelto!                   | 21 settembre 2018 |
| 2  | Windmills                | Mulini a vento                  | 21 settembre 2018 |
| 3  | Having a Day             | Una giornata no                 | 21 settembre 2018 |
| 4  | Furs by Sebastian        | Benvenuti da Sebastian pellicce | 21 settembre 2018 |
| 5  | Exactly Like You         | Exactly Like You                | 21 settembre 2018 |
| 6  | Larger Structural Issues | Grossi problemi strutturali     | 21 settembre 2018 |
| 7  | Ceci N'est Pas Une Drill | Questa non è una simulazione    | 21 settembre 2018 |
| 8  | The Lake of the Clouds   | Il lago delle nuvole            | 21 settembre 2018 |
| 9  | Utangatta                | Utangatta                       | 21 settembre 2018 |
| 10 | Option C                 | Opzione C                       | 21 settembre 2018 |

## Personaggi e interpreti

### Principali
- Annie Landsberg, interpretata da Emma Stone: è una donna che soffre di disturbo borderline di personalità, con seri problemi a relazionarsi con le altre persone. Nel corso della storia emerge il suo rapporto burrascoso con la famiglia.
- Owen Milgrim, interpretato da Jonah Hill: è il membro di una facoltosa e numerosa famiglia di industriali, con la quale ha da sempre un rapporto tremendamente problematico e sofferto. Motivo per cui ha scelto di vivere da solo al costo di una situazione economica precaria. Completamente apatico, soffre di disturbo delirante e schizofrenia; mantiene un atteggiamento estremamente schivo e diffidente nei confronti della realtà che lo circonda.
- James K. Mantleray, interpretato da Justin Theroux
- Azumi Fujita, interpretata da Sonoya Mizuno
- Porter Milgrim, interpretato da Gabriel Byrne
- Greta Mantleray, interpretata da Sally Field

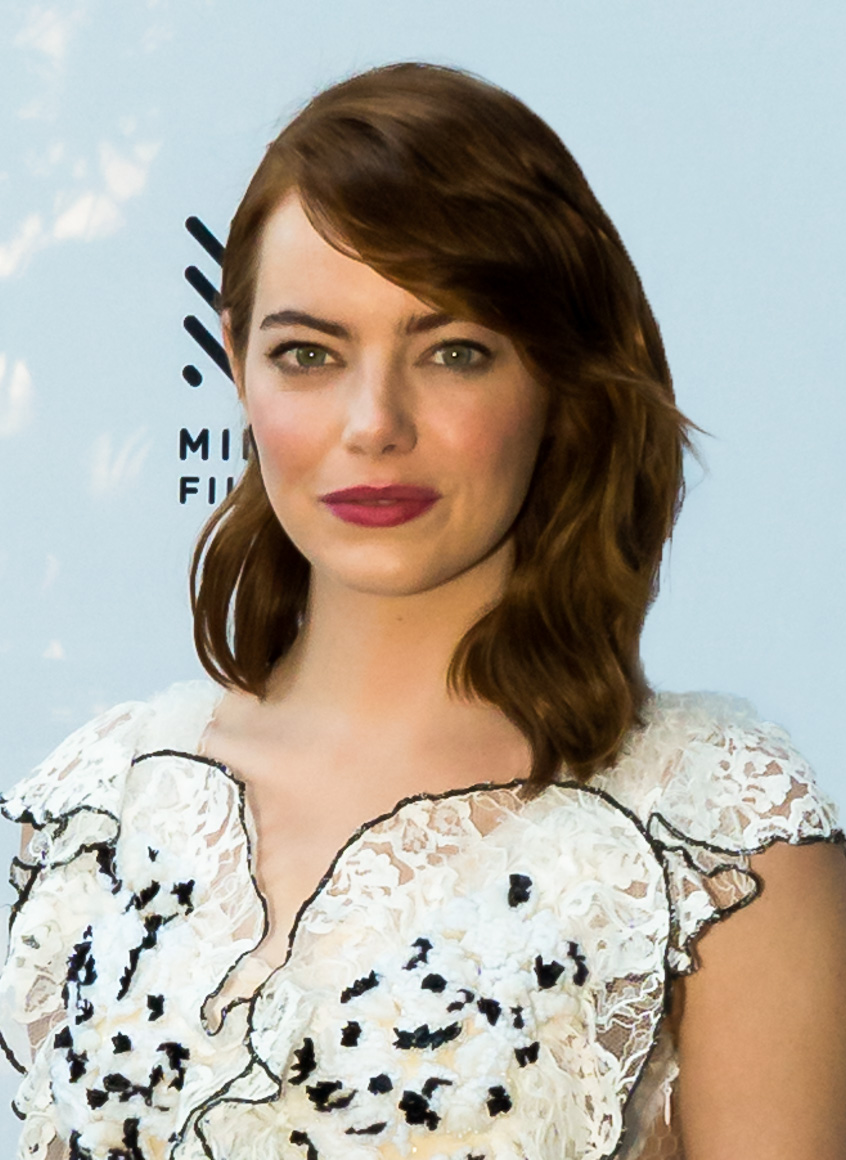
Emma Stone
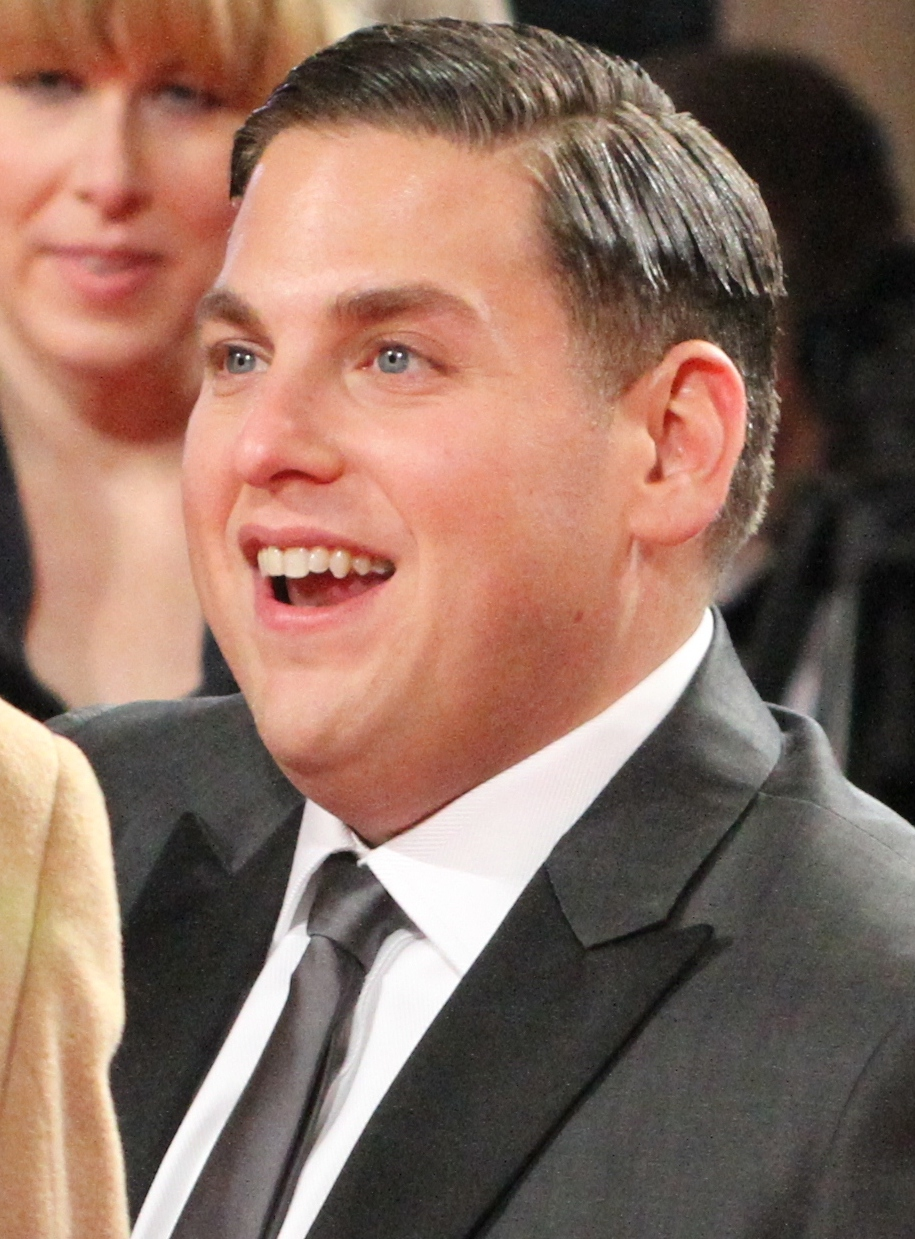
Jonah Hill
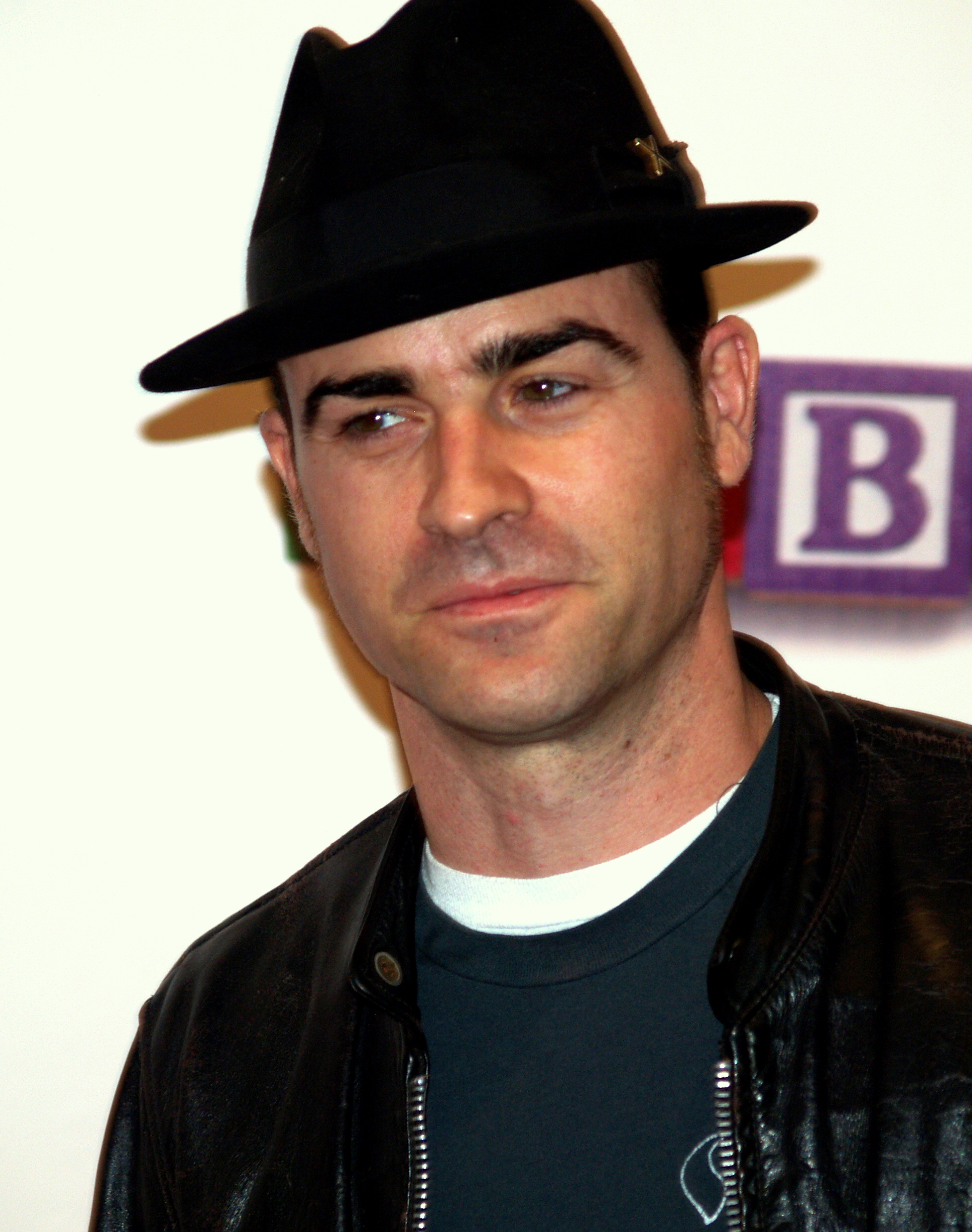
Justin Theroux
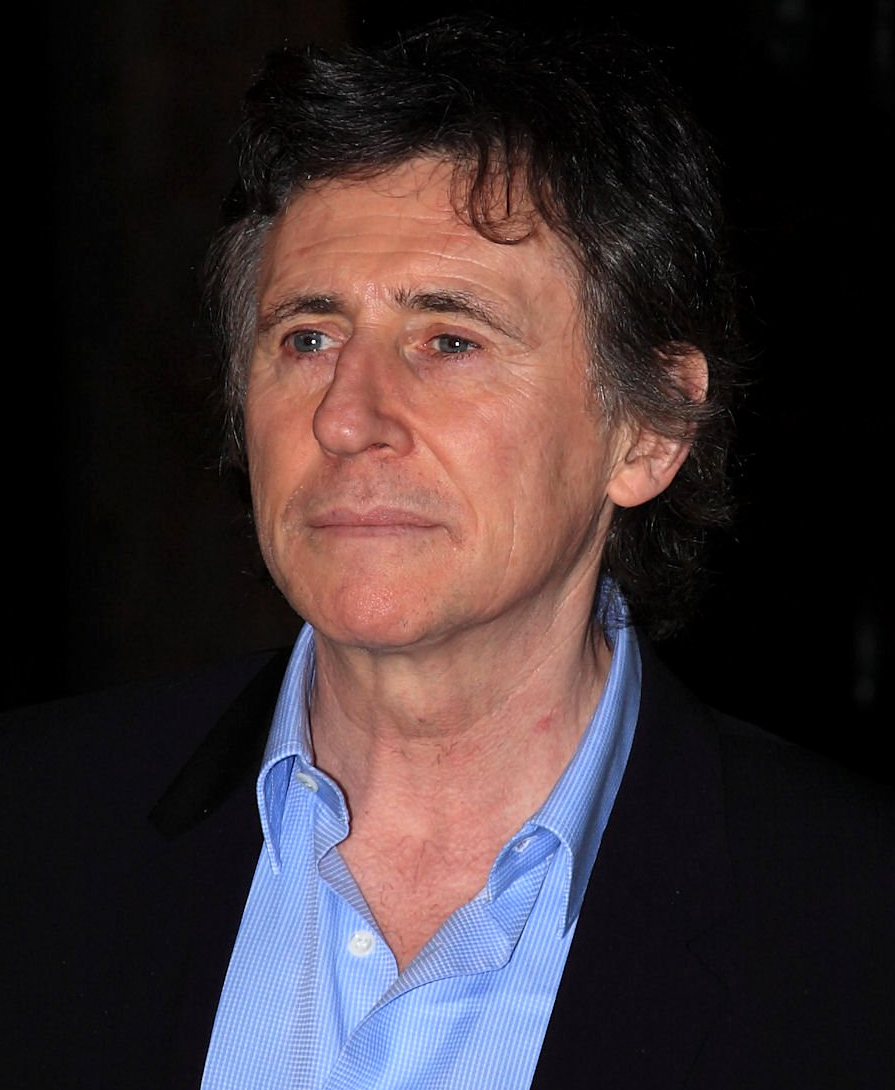
Gabriel Byrne
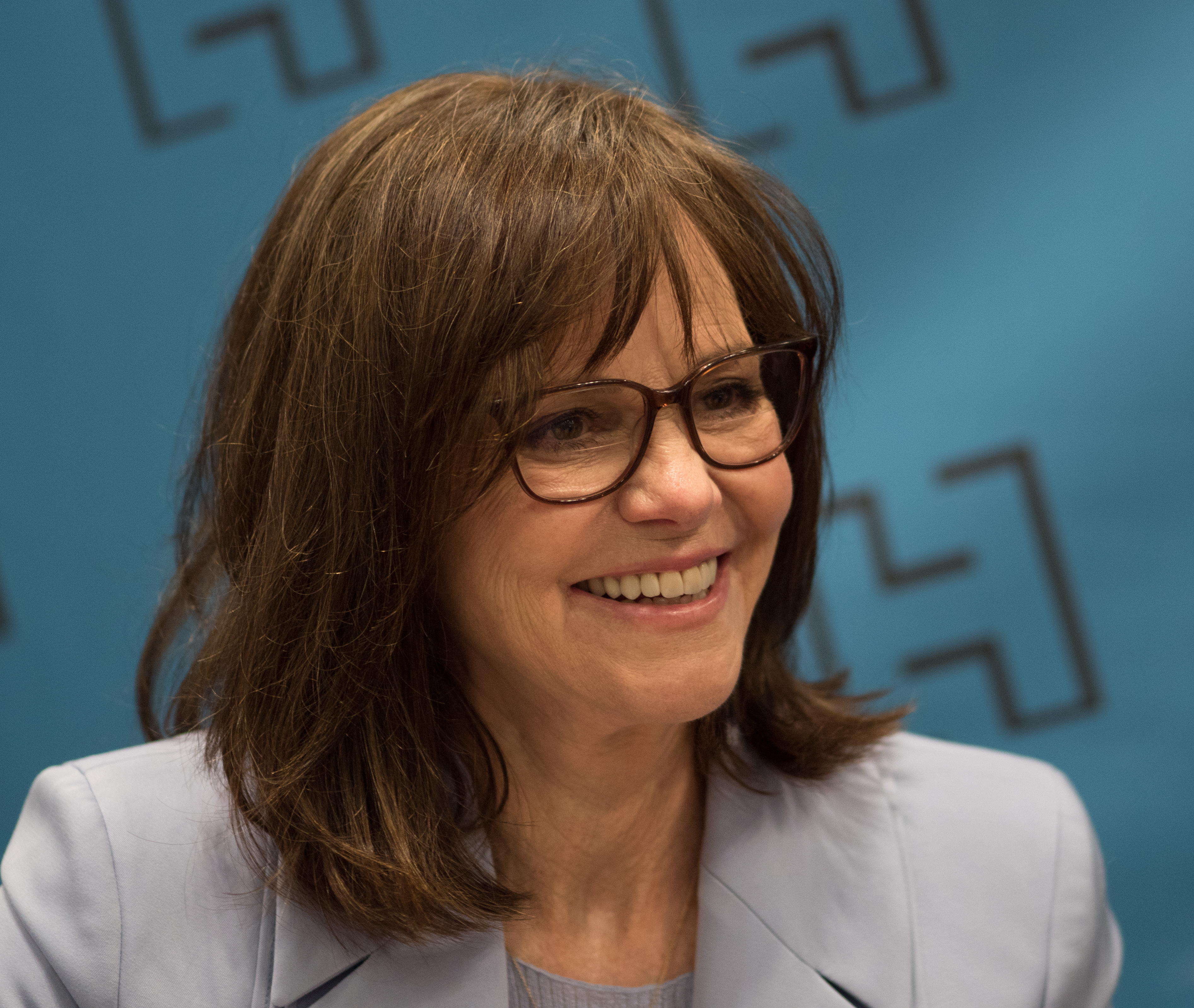
Sally Field

### Ricorrenti
- Ellie Landsberg, interpretata da Julia Garner
- Andy, interpretato da Josh Pais
- Frank, interpretato da Geoffrey Cantor
- Adelaide, interpretata da Jemima Kirke
- Jed Milgrim, interpretato da Billy Magnussen
- Patricia Lugo, interpretata da Selenis Leyva
- Hank Landsberg, interpretato da Hank Azaria

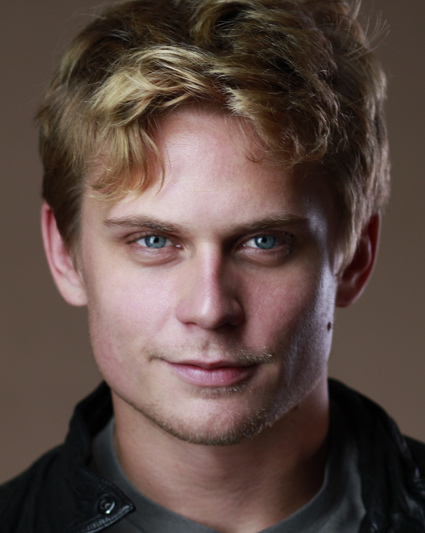
Billy Magnussen
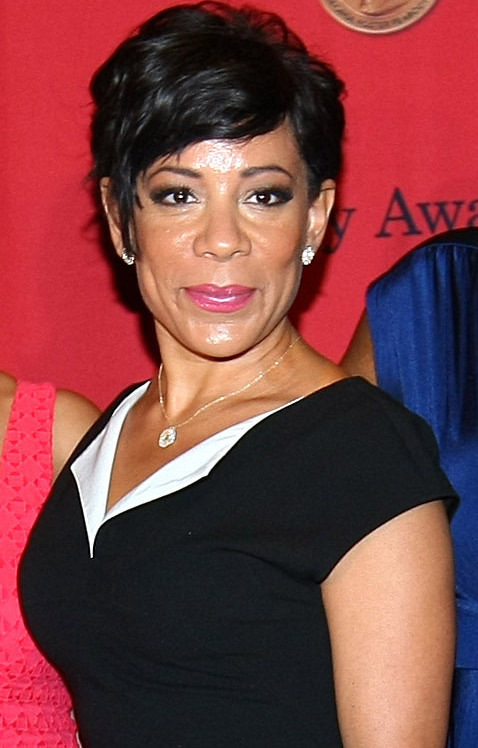
Selenis Leyva

## Produzione
Le riprese della miniserie sono iniziate il 15 agosto 2017 a New York e sono terminate nel novembre dello stesso anno.

## Promozione
Il teaser trailer della miniserie è stato diffuso il 29 luglio 2018, mentre il trailer esteso il 6 agosto seguente.

## Distribuzione
La miniserie è stata trasmessa su Netflix a partire dal 21 settembre 2018.

## Riconoscimenti
- 2019 - Directors Guild of America Award
  - Candidatura per il miglior regista di un film per la televisione o miniserie televisive a Cary Fukunaga
- 2019 - Satellite Award[4]
  - Candidatura per la miglior attrice in una miniserie o film per la televisione a Emma Stone
- 2019 - Screen Actors Guild Award[5]
  - Candidatura per la migliore attrice in un film televisivo o mini-serie a Emma Stone
- 2019 - Writers Guild of America Award[6]
  - Candidatura per la miglior sceneggiatura adattata per una miniserie televisiva